# 朱梅尔台历史区
朱梅尔台历史区（Jumel Terrace Historic District）是一个小型纽约市和国家的美国历史区，位于纽约市曼哈顿华盛顿高地。包括50栋建于1890年至1902年间的排屋住宅，一栋建于1909年的公寓大楼，因为伊丽莎朱梅尔的继承人卖掉了原罗杰莫里斯产业的土地。这些建筑主要是安妮女王、罗马式和新文艺复兴风格的木制或砖制排屋。莫里斯-朱梅尔公馆也位于该区内的朱梅尔台65号，但列为单独的地标，大约建于1765年。
该区于1970年被列为纽约市地标，于1973年列入国家史迹名录。
著名的居民包括保罗·罗伯逊。

## 说明
该区包括的建筑物有：
- 西162街425-451号（北侧）
- 西162街430-444号（南侧）；430-438号建于1896年，由Henri Fouchaux设计[7] 罗马复兴与新古典主义之间的过渡风格[2]
- 朱梅尔台10-18号（街道西侧）；建于1896年，由Henri Fouchaux设计，[7]采用罗马式复兴风格[2]
- 1-19 Sylvan Terrace（街道北侧）
- 2-20 Sylvan Terrace（街道南侧）
- 西160街425号，又名朱梅尔台2号，建于1909年的公寓大楼[2]
- 西160街418-430号（街道南侧）；418号建于1890年，由Walgrove＆Israels设计，其余的排屋建于1891年，由Richard R. Davis设计，[7]采用安妮女王风格[2]。

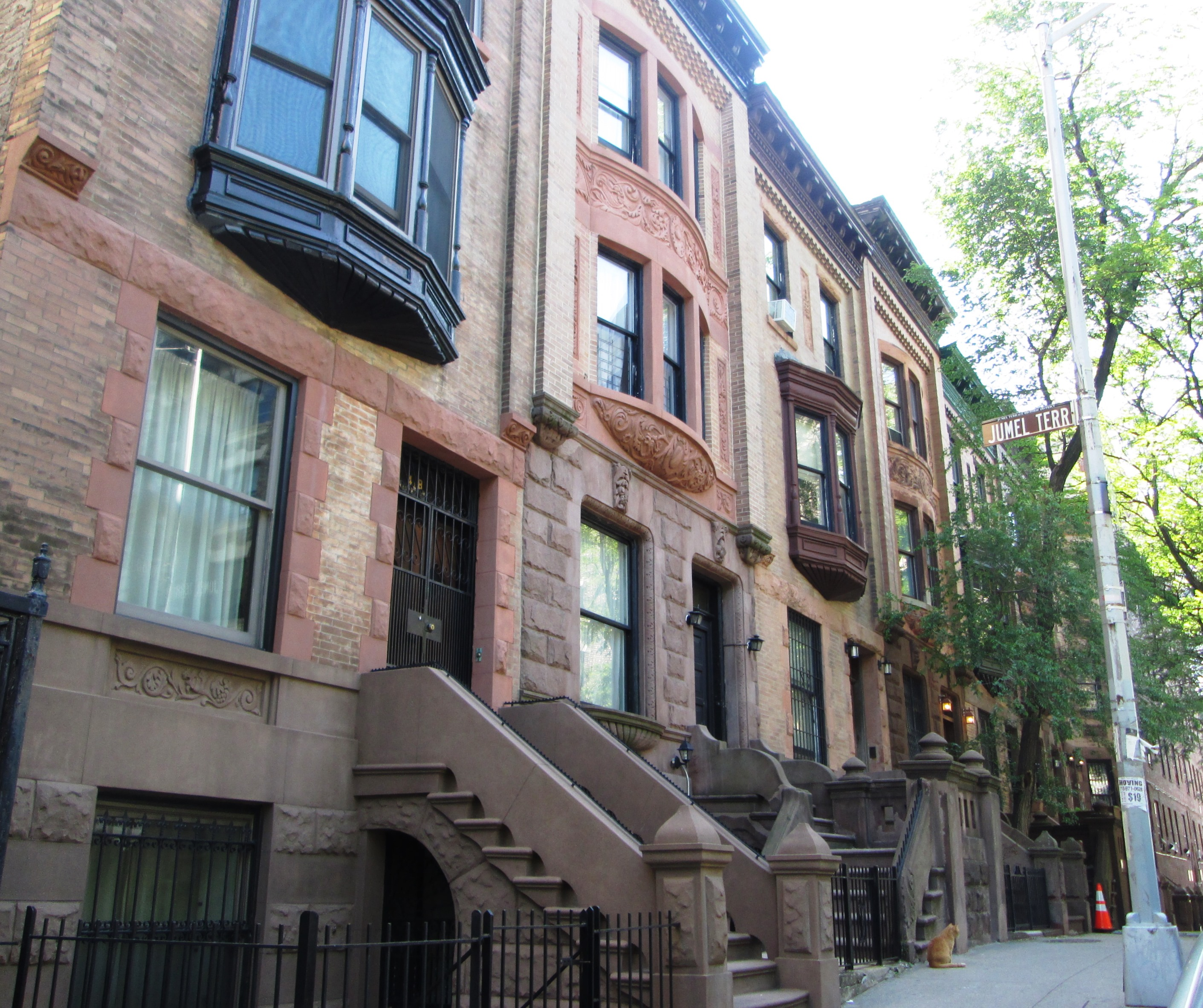
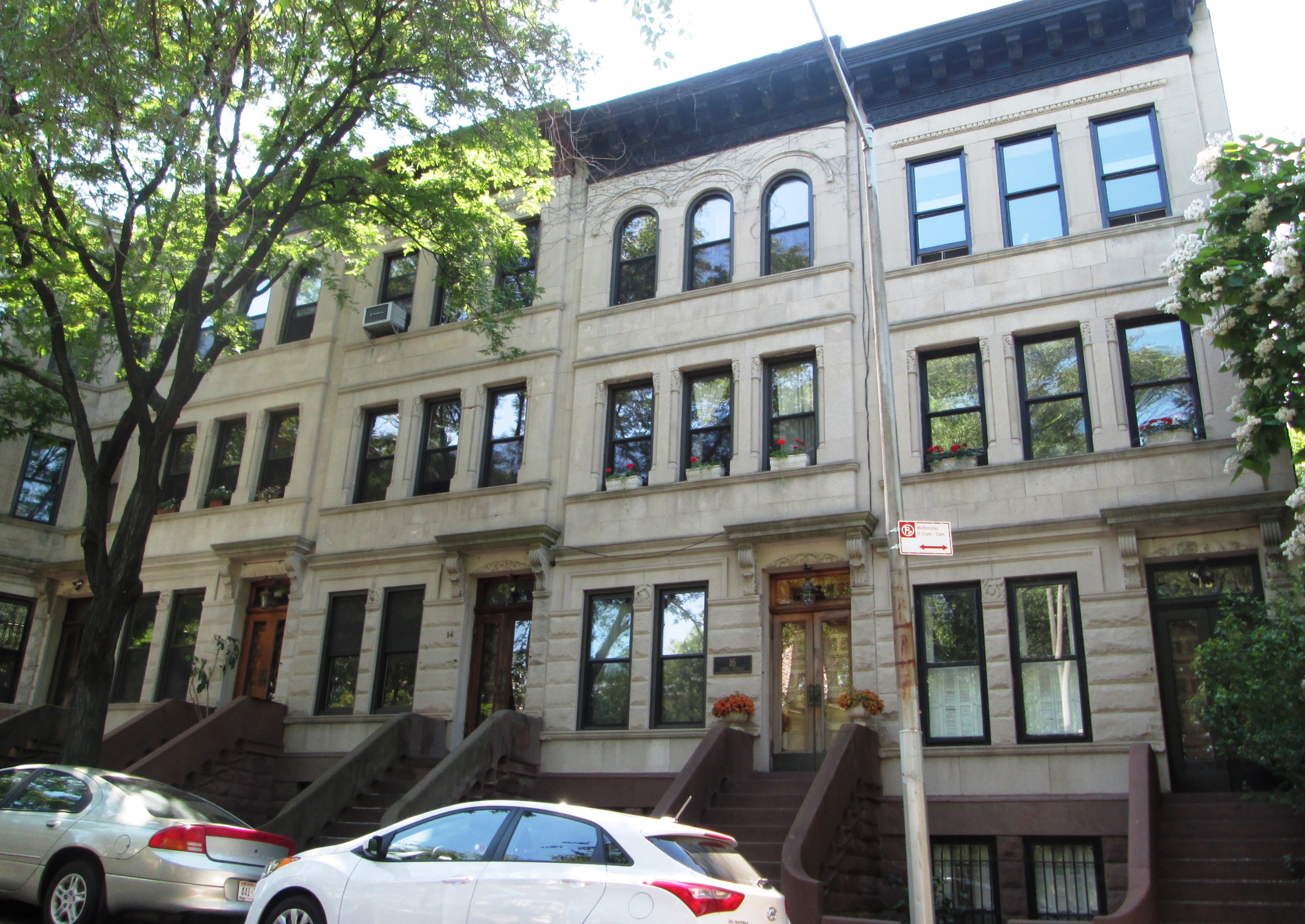
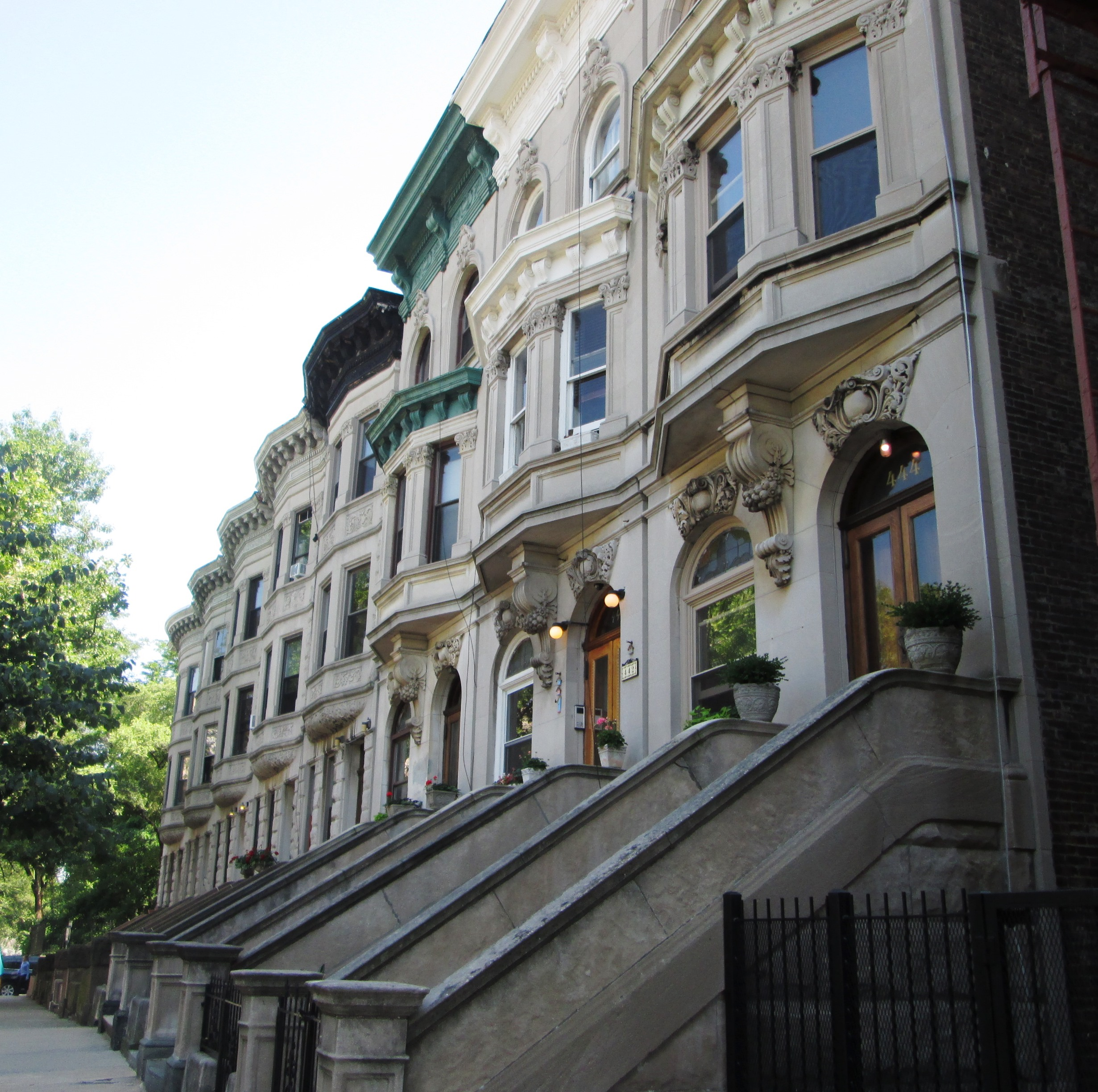
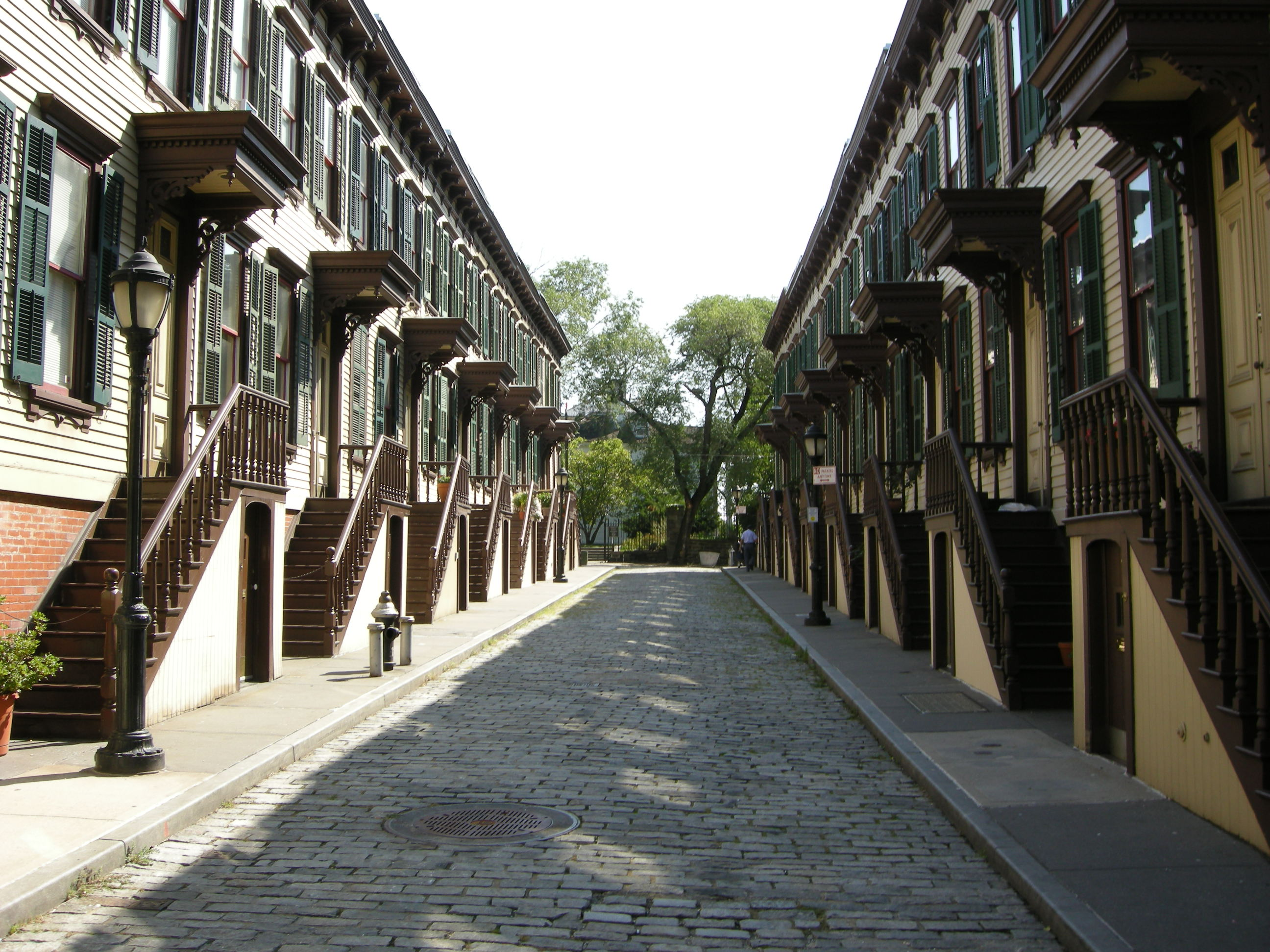
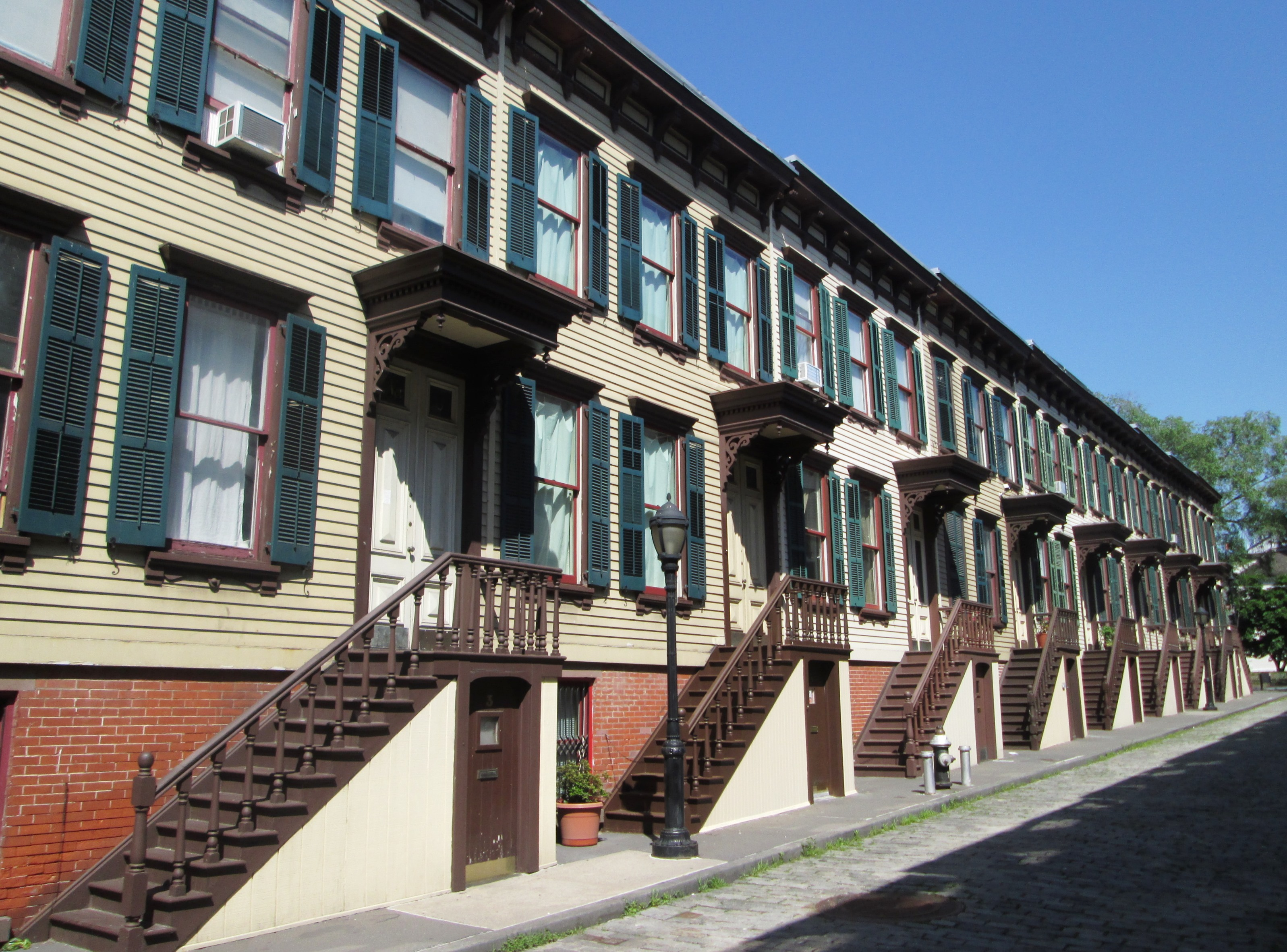